# Frankliniella hemerocallis
Frankliniella hemerocallis är en insektsart som beskrevs av J. C. Crawford 1948. Frankliniella hemerocallis ingår i släktet Frankliniella och familjen smaltripsar. Inga underarter finns listade i Catalogue of Life.